# Dolina Fordońska

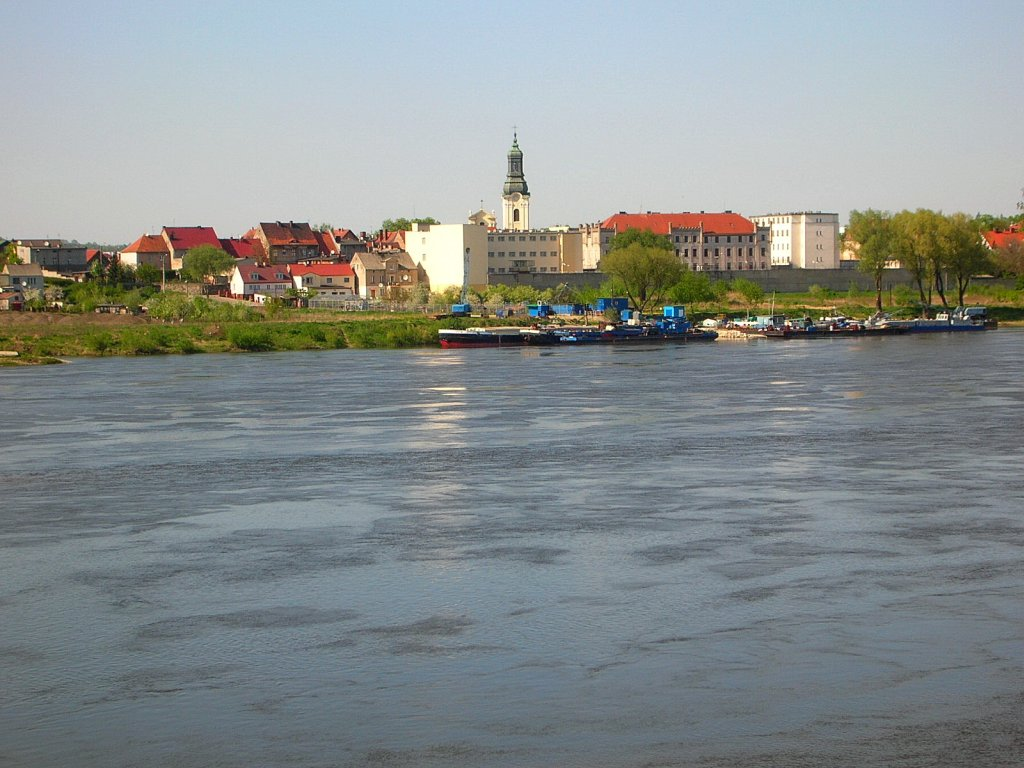
Bydgoski Stary Fordon (w latach 1382–1973 samodzielne miasto) widziany z mostu na Wiśle

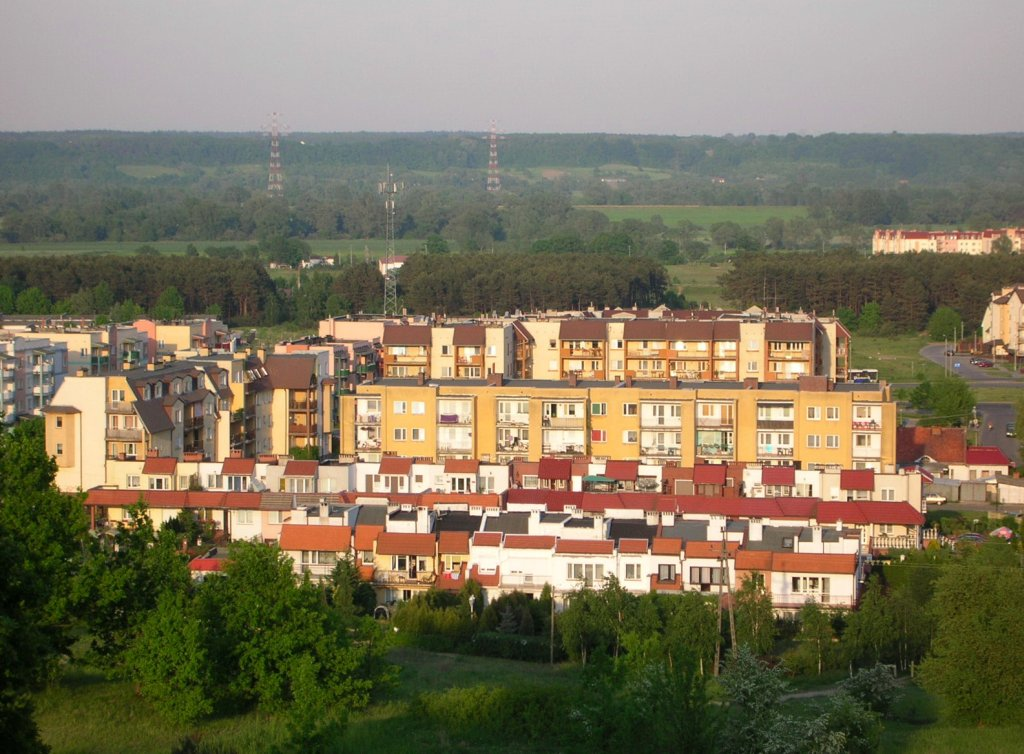
Osiedle Tatrzańskie w dzielnicy Fordon na tle Zbocza Mariańskiego Doliny Fordońskiej

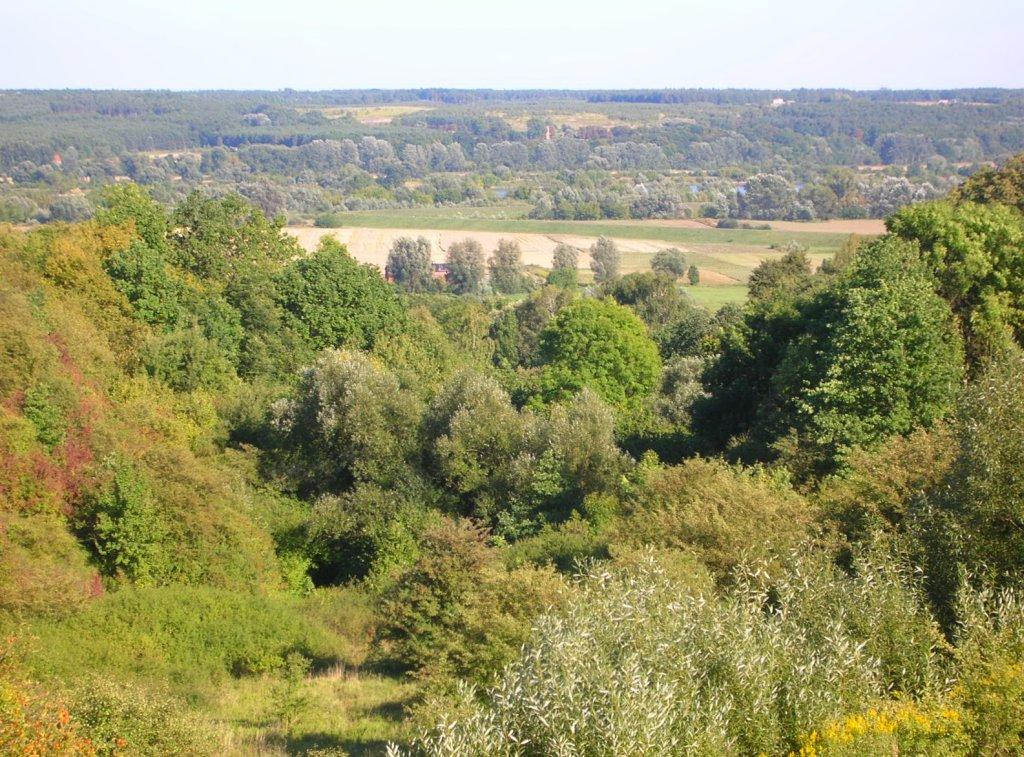
Dolina widziana z uroczyska „Prodnia” w Jarużynie

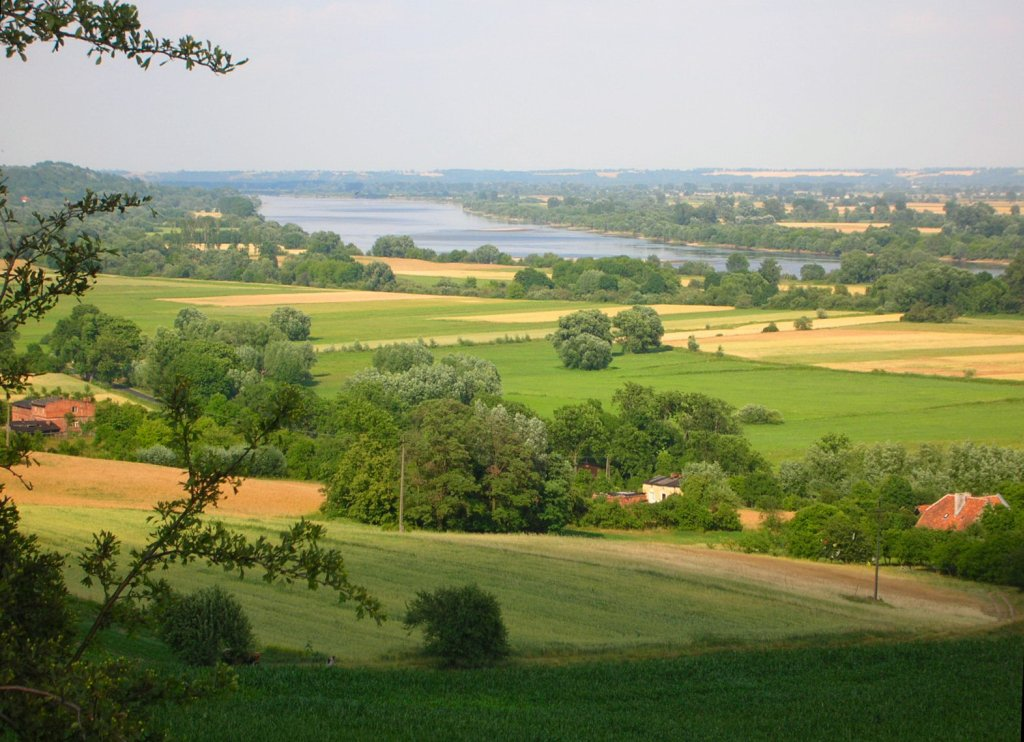
Dolina Wisły (Basen Unisławski) widoczna ze szczytu grodziska słowiańskiego w Strzelcach Dolnych

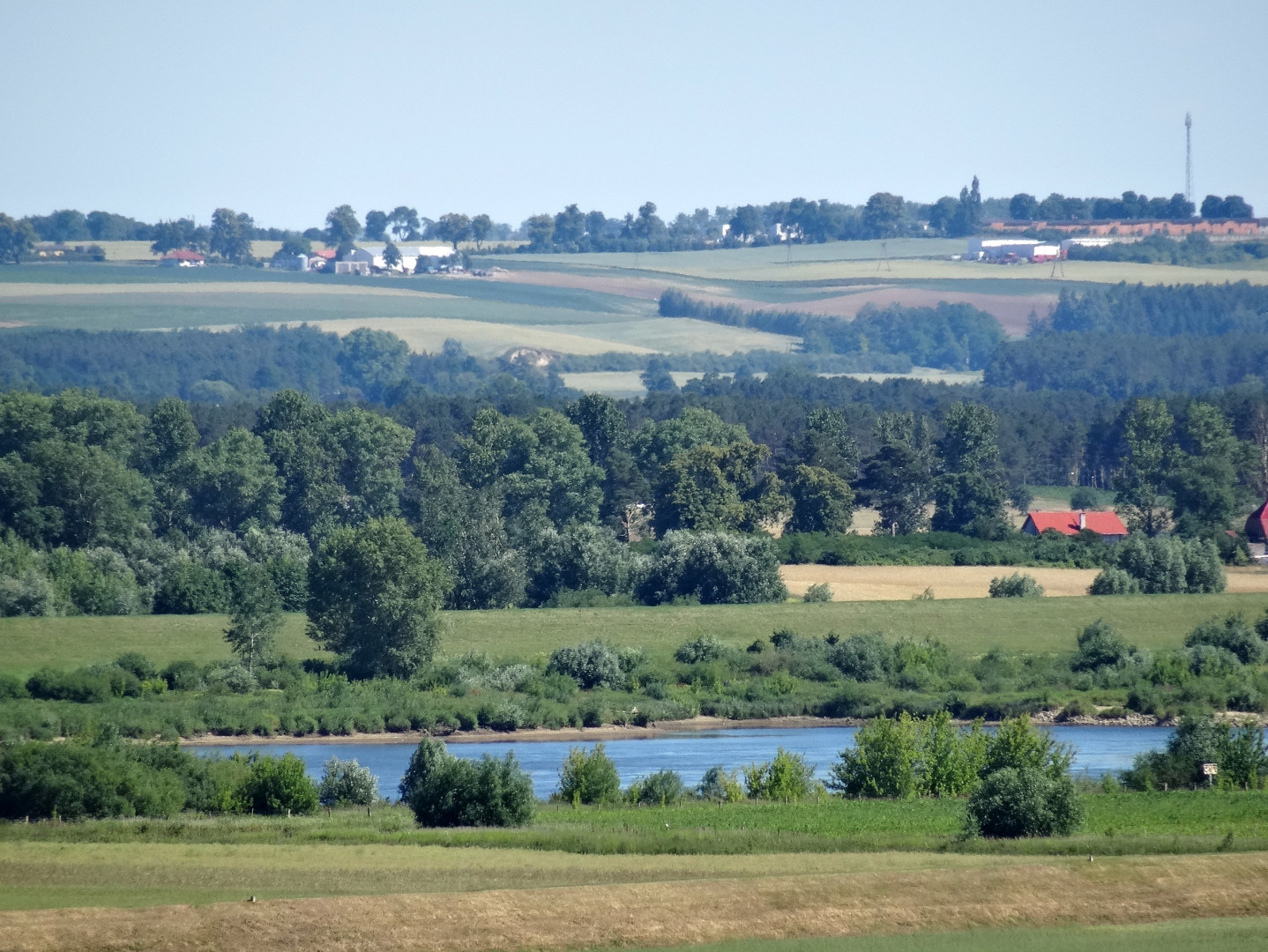
Widok wschodniego zbocza Basenu Unisławskiego z grodziska Talerzyk koło Topolna

Dolina Fordońska (314.83) – mezoregion fizycznogeograficzny w północnej Polsce, stanowiący południową część Doliny Dolnej Wisły.

## Położenie
Dolina Fordońska graniczy:
- od północy z Kotliną Grudziądzką (314.82),
- od zachodu z Wysoczyzną Świecką (314.73),
- od południa z Kotliną Toruńską (315.25),
- od wschodu z Pojezierzem Chełmińskim (315.31),

Mezoregion leży w całości w obrębie woj. kujawsko-pomorskiego i bierze swą nazwę od Fordonu, dawnego miasta, obecnie dzielnicy Bydgoszczy.

## Historia geologiczna
Zobacz: Historia geologiczna przełomu Wisły pod Fordonem
Dolina Fordońska powstała w związku ze zmianą kierunku spływu Prawisły z zachodniego w Pradolinie Toruńsko-Eberswaldzkiej na północno-wschodni, około 12 tys. lat temu. Inicjalną formą doliny i przełomu fordońskiego Wisły była dolina sandrowa Wdy i Mątawy, przekształcona następnie w dolinę proglacjalną i wykorzystana ostatecznie jako szlak odpływu dla wód pradolinnych w kierunku Bałtyku.

## Geomorfologia
Dolina Fordońska rozciąga się od Kotliny Toruńskiej do Kotliny Grudziądzkiej na długości około 40 km, zajmując powierzchnię około 260 km².
Rozpoczyna się ona od wejścia rzeki z Pradoliny Toruńsko-Eberswaldzkiej (Noteci-Warty) w swój dolny bieg na linii uważanej za graniczną: Fordon-Ostromecko, a kończy się poniżej Chełmna i Świecia, na linii Sartowice-Podwiesk. Na tym segmencie doliny zaznaczają się kontrastowe zmiany szerokości. Po przewężeniu fordońskim, szerokości ok. 3 km, następuje wyraźne poszerzenie meandrowe doliny, nazywane Basenem Unisławskim, szerokości dochodzącej do 9 km. Następnie dolina zwęża się pod Starogrodem do 5–6 km, a następnie ponownie poszerza się (ok. 7 km), przy ujściach bocznych dopływów Wisły: Fryby pod Chełmnem na prawobrzeżu i Wdy (Czarnej Wody) pod Świeciem na lewobrzeżu. Są to tzw. Baseny: Chełmiński i Świecki.
Poszerzenie chełmińsko-świeckie jest odmienne genetycznie od unisławskiego, co odbija się w odmienności ogólnego ich wyglądu i w układzie urzeźbienia. Basen Unisławski powstał w wyniku erozji bocznej meandru Wisły, natomiast Świecki i Chełmiński w wyniku poszerzenia doliny głównej przez doliny boczne.
W Dolinie Fordońskiej zachowały się czytelne fragmenty systemu tarasowego, który umożliwia ich powiązanie terasami w Kotlinie Toruńskiej.

## Charakterystyka
Granice mezoregionu mają charakter morfologiczny. Ze względu na zaliczenie Zbocza Fordońskiego do Wysoczyzny Świeckiej, Dolina Fordońska obejmuje dno doliny Wisły wraz z zachowanymi fragmentami poziomów terasowych. Współczesne dno doliny jest efektem zachodzących w późnym glacjale i holocenie procesów erozyjno-akumulacyjnych, co oznacza, że dno kształtowało się w kilku etapach. W ciągu ostatnich kilku tysięcy lat przeważa proces akumulacyjny, czyli podnoszenia się poziomu równiny zalewowej (o ok. 4–5 m).
Dno doliny zbudowane jest z mad rzecznych z dziewięcioma poziomami terasowymi; występują tu też wydmy i starorzecza (wodne lub torfowe). Dolina jest chroniona wałami przeciwpowodziowymi przed częstymi wylewami Wisły.
Prawy brzeg doliny koło Chełmna jest silnie pocięty wąwozami, zaś odkrywki na stromych zboczach pozwalają odtworzyć dzieje dolnego Powiśla w czasie ostatniego zlodowacenia. Szczególnie malownicze są wzniesienia znajdujące się bezpośrednio nad nurtem rzeki. Można je spotkać m.in. w Kozielcu i Świeciu (Góry Diabelce, Góry Wiąskie, Czarcie Góry).
Dno doliny zajmują pola uprawne i łąki oraz rozproszone osadnictwo. Na powierzchni zalegają żyzne mady rzeczne o przeciętnej miąższości 2–3 m. Są to holoceńskie osady akumulacji rzecznej, które zalegają na piaszczystych osadach interglacjału eemskiego lub bezpośrednio na utworach trzeciorzędowych (piaski, mułki, iły).
W okolicach Ostromecka, Rafy oraz Chełmna zachowały się fragmenty lasów łęgowych z udziałem topoli, dębu, wiązu, jesionu i olchy, częściowo chronione w rezerwatach przyrody.

### Miasta
Dolina Fordońska rozpościera się na terenie gmin: Bydgoszcz, Dąbrowa Chełmińska, Dobrcz, Unisław, Pruszcz, Kijewo Królewskie, Świecie i Chełmno. Głównym ośrodkiem miejskim regionu jest Bydgoszcz (dzielnica Fordon). Na tarasie przy ujściu Wdy znajduje się miasto Świecie, jedno ze starszych miast pomorskich, zdobyte w 1309 r. przez Krzyżaków, którzy zbudowali tu zamek. Fordon, włączony w 1973 r. do aglomeracji bydgoskiej, był w XII w. grodem kasztelańskim. Łączy go most drogowo-kolejowy ze wsią Ostromecko na prawym brzegu Wisły, gdzie znajduje się eksploatowane źródło wody alkalicznej oraz zespół pałacowo-parkowy Mostowskich i Alvenslebenów.

### Podział na mikroregiony
T. Gacki i J. Szukalski w pracy „Dolina Dolnej Wisły” wyróżnili w dnie doliny sześć mikroregionów:
- lewobrzeżne:
  - świecki – obejmujący taras zalewowy na południe od ujścia Wdy po występ Wysoczyzny Świeckiej pod Kozielcem,
  - kozielecki – na zboczu doliny
  - fordoński – w zwężeniu na terenie Fordonu, dzielnicy Bydgoszczy.
- prawobrzeżne:
  - ostromecki – naprzeciw Fordonu,
  - kokocki – zalewowy wzdłuż biegu Wisły, chroniony wałami
  - brucki (od wsi Bruki) – na wyższym stopniu tarasowym w łuku skarpy unisławskiej

W pracy „Środowisko przyrodnicze Bydgoszczy” w południowej części mezoregionu (okolicy Bydgoszczy) wyróżniono dwa mikroregiony:
- Przełom Doliny Wisły (314.831), podzielony na dwie części: Równinę Strzelecką i Równinę Rafy,
- Terasa Słończa (314.832).

## Ochrona przyrody
Dolina Fordońska objęta jest Nadwiślańskim Parkiem Krajobrazowym oraz dwoma obszarami Natura 2000:
- Doliną Dolnej Wisły PLB04003,
- Solecką Doliną Wisły PLH04003.

Wśród rezerwatów przyrody na terenie mezoregionu wyróżnić można m.in.:
- rezerwat przyrody Wielka Kępa,
- rezerwat przyrody Ostrów Panieński,
- rezerwat przyrody Łęgi na Ostrowiu Panieńskim.

Większa ich liczba występuje na zboczach doliny, które jednak przynależą do sąsiednich regionów: Wysoczyzny Świeckiej i Pojezierza Chełmińskiego.
Godne uwagi są zwłaszcza rezerwaty przyrody, chroniące roślinność stepową na zboczach doliny: Płutowo, Zbocza Płutowskie, Góra św. Wawrzyńca oraz leśny rezerwat przyrody Las Mariański.